# Вызов Дегранж-Коломбо 1954
7-й сезон Вызова Дегранж-Коломбо — велошоссейного сезонного турнира 1954 года.

## Обзор сезона
Календарь турнира состоял из 11 гонок. Сезон начался с Тура Фландрии, а не привычной Милан — Сан-Ремо. Первую победу в истории турнира одержал представитель Люксембурга. Им стал Марсель Эрнцер на Льеж — Бастонь — Льеж.
Регламент турнира остался прежним. Он предусматривал начисление очков первым 15 гонщикам на каждой гонке (на гранд-турах очки удваивались). Чтобы быть классифицированным в итоговом рейтинге гонщик должен был принять участие минимум в одной гонке проводимой в каждой из стран-организаторов (Бельгия, Италия и Франция), участие в Швейцарии было не обязательным. Национальный рейтинг рассчитывался как сумма пяти лучших результатов гонщиков от страны на каждой из гонок.
Начисляемые очки
| Гонки / Место   | 1  | 2  | 3  | 4  | 5  | 6  | 7  | 8  | 9  | 10 | 11 | 12 | 13 | 14 | 15 |
| --------------- | -- | -- | -- | -- | -- | -- | -- | -- | -- | -- | -- | -- | -- | -- | -- |
| Гранд-туры      | 40 | 34 | 30 | 26 | 22 | 20 | 18 | 16 | 14 | 12 | 10 | 8  | 6  | 4  | 2  |
| Остальные гонки | 20 | 17 | 15 | 13 | 11 | 10 | 9  | 8  | 7  | 6  | 5  | 4  | 3  | 2  | 1  |

Победителем индивидуального рейтинга год спустя и в третий раз стал швейцарец Фердинанд Кюблер не выигравший ни одной гонки, но занимавший места на подиуме в гонках Париж — Брюссель, Флеш Валонь, Льеж — Бастонь — Льеж, что позволило ему набрать достаточно очков для общей победы. Второе место занял бельгиец Раймонд Импанис, став первым гонщиком с 1934 года которому удалось выиграть в течение одного года Тур Фландрии и Париж — Рубе. Третье место занял француз Луисон Бобе.
Среди стран впервые первенствовала Бельгия, которая будет доминировать и в последующие годы. Занявшая четвёртое место Швейцария уступила третьему место всего 36 очков. Это стало наименьшим отставанием за всю историю турнира четвёртой команды от призовой тройки, которую всегда занимали страны-организаторы.

## Календарь
| №  | Дата                     | Гонка                 | Победитель         |
| -- | ------------------------ | --------------------- | ------------------ |
| 1  | 4 апреля                 | Тур Фландрии          | Раймонд Импанис    |
| 2  | 11 апреля                | Париж — Рубе          | Раймонд Импанис    |
| 3  | 14 апреля                | Милан — Сан-Ремо      | Рик Ван Стенберген |
| 4  | 25 апреля                | Париж — Брюссель      | Марсель Хендрикс   |
| 5  | 8 мая                    | Флеш Валонь           | Жермен Дерийке     |
| 6  | 9 мая                    | Льеж — Бастонь — Льеж | Марсель Эрнцер     |
| 7  | 21 мая — 13 июня         | Джиро д’Италия        | Карло Клеричи      |
| 8  | 8 июля — 1 сентября      | Тур де Франс          | Луисон Бобе        |
| 9  | 7 сентября — 13 сентября | Тур Швейцарии         | Паскаль Форнара    |
| 10 | 10 октября               | Париж — Тур           | Жильбер Скоделлер  |
| 11 | 25 октября               | Джиро ди Ломбардия    | Фаусто Коппи       |

## Итоговый рейтинг

### Индивидуальный
| № | Гонщик           | Команда | Очки |
| - | ---------------- | ------- | ---- |
| 1 | Фердинанд Кюблер |         | 94   |
| 2 | Раймонд Импанис  |         | 66   |
| 3 | Луисон Бобе      |         | 59   |
| 4 | Жермен Дерийке   |         | 52   |
| 5 | Стан Окерс       |         | 47   |
| 5 | Роже Декок       |         | 47   |
| 7 | Фьоренцо Маньи   |         | 46   |
| 8 | Фриц Шар         |         | 44   |
| 9 | Хуго Коблет      |         | 38   |
| 9 | Агостино Колетто |         | 38   |

### Национальный
| № | Страна     | Очки |
| - | ---------- | ---- |
| 1 | Бельгия    | 463  |
| 2 | Италия     | 355  |
| 3 | Франция    | 280  |
| 4 | Швейцария  | 244  |
| 5 | Люксембург | 31   |
| 6 | Нидерланды | 26   |